# Edgard Razafindravahy
Razafindravahy Edgard Marie Noé, né le 25 juin 1961 à Antsirabe (région de Vakinankaratra) est un industriel et homme politique malgache. Il fut président de la Délégation spéciale de la commune urbaine d’Antananarivo de 2009 à 2013. Il est le fondateur et chef de file national du parti ADN créé au mois de juillet 2015.

## Études
Sa vie scolaire se résume dans les écoles confessionnelles − Saint Joseph à Antsirabe, Vinet à Ambohimalaza et ESCA à Antanimena. 
Intégrant le lycée d’Assomption de Bordeaux, il passe avec succès son baccalauréat série scientifique .
Admis à l’université Talence de Bordeaux il y passe deux ans pour faire un DEUG  de Mathématiques. En 1983, il rejoint Paris et s’inscrit à l’ISSEC. C’est là qu’il fait l’essentiel de ses études universitaires. Il y reste trois ans, de 1983 à 1986.

## Carrières professionnelles

### Industriel
Après ses études à l’étranger, Edgard Razafindravahy rentre au pays  travaillant tant qu’industriel principalement dans l’agro-alimentaire (riziculteur, boulanger-pâtissier, céréalier). En 2002, il crée sa société en lui donnant un acronyme groupant à la fois les initiales de son nom, Razafindravahy Edgard, et le mot Industrie, ce qui donne Rei. Plus tard, pour adopter une consonance malgache, Rei sera transformé en Rey auquel on a accolé le préfixe P (P pour patrimoine).
Le groupe Prey réalise un chiffre d’affaires consolidé de plus de 50 millions d’euros en 2005.   
Au début des années 2000, il achète le groupe STEDIC de feu Herizo Razafimahaleo. Le STEDIC comprend une imprimerie, concessionnaire et un groupe de presse, notamment le quotidien L'Express de Madagascar. Il est également le Président directeur général de la RTA (Radio Télévision Analamanga) et de quelques stations radios, telles que l’ANTSIVA et la RFM (Radio France Madagascar)

## Parcours politique
Edgard Razafindravahy entre en politique vers la fin des années 1990. Il fait son entrée dans le mouvement Hetsika Avaradrano créé en 1996−1997. Il est également président du conseil municipal d’Ambohimalaza
En 2009, il est nommé président de la Délégation spéciale de la Commune urbaine d’Antananarivo (maire).
En 2013, il se présente à l'élection présidentielle avec l’appui de l’association « Sambo Fiaran’i Noé ». Le règlement électoral l'oblige alors à démissionner de la délégation spéciale d'Antananarivo. Avec 4,34% des voix, il se place à la 7e position parmi les 41 candidats,.
En 2024, il est élu secrétaire général de la Commission de l'océan Indien.

## ADN et Fédéralisme Sahaza
Le parti Arche de la nation (Antoka sy Dinan’ny Nosy) organise des tournées politiques à travers Madagascar. Créé au mois de juillet 2015, Razafindravahy Edgard est le leader du parti». 
Dès mars 2017, ce parti prône la mise en place d’un nouveau système d’organisation du pouvoir et d’administration à Madagascar qu’il dénomme « Fédéralisme Sahaza ». Une structure fédérale « appropriée » et « adaptée » pour le pays. En mars 2017, le parti ADN a sorti un livre sur cette structure, intitulé : Fanorenana ifotony- Federalisma Sahaza : Nahoana ? Ahoana ? (Refondation- Fédéralisme « adapté » : Pourquoi ? Comment ? ».